# Notre-Dame-du-Parc
Notre-Dame-du-Parc is een gemeente in het Franse departement Seine-Maritime (regio Normandië) en telt 128 inwoners (1999). De plaats maakt deel uit van het arrondissement Dieppe.

## Geografie
De oppervlakte van Notre-Dame-du-Parc bedraagt 3,0 km², de bevolkingsdichtheid is 42,7 inwoners per km².
De onderstaande kaart toont de ligging van Notre-Dame-du-Parc met de belangrijkste infrastructuur en aangrenzende gemeenten.

## Demografie
Onderstaande figuur toont het verloop van het inwonertal (bron: INSEE-tellingen).